# Messias (Alagoas)
Messias é um município brasileiro do estado de Alagoas, localizado na Região Metropolitana de Maceió.

## História
Messias (até 1943: Floriano), antigo distrito subordinado ao município de Murici e (a partir de 1960) Flexeiras, foi elevado à categoria de município pela lei nº 2475 de 6 de setembro de 1962. Um dos expoentes que contribuíram para a emancipação do Município foi o então Deputado Estadual Pedro Timóteo Acioli Filho, co-fundador de Messias, Branquinha e Flexeiras.

## Geografia
Seus limites são: Flexeiras, ao norte e ao leste; Rio Largo, ao sul e Murici, a oeste.